# Virgin Australia
Virgin Australia je druhou největší australskou leteckou společností po Qantas Airways. Má sídlo v Brisbane.
Tato nízkonákladová letecká společnost byla založena Richardem Bransonem v roce 2000 jako Virgin Blue. Původně nabízela pouze spojení mezi Brisbane a Sydney. Do začátku roku 2020 nabízela letenky do 46 destinací, zejména v oblasti Austrálie, Nového Zélandu a Oceánie. Aerolinka spolupracuje se sesterskými společnostmi V Australia, Pacific Blue a Polynesian Blue, díky čemuž mohla nabízet další destinace. Současnou předsedkyní představenstva (CEO) je Jayne Hrdlicka.
V květnu 2011 se letka společnosti skládala ze 79 letadel, z nichž převážnou část tvořily letouny Boeing 737-800.
V dubnu 2020 společnost vstoupila do insolvence z důvodu pandemie covidu-19 a požádala o ochranu před věřiteli v souvislosti s drastickým úbytkem poptávky po létání. Australská vláda odmítla společnosti půjčit 1,4 miliardy australských dolarů (asi 22,4 miliard korun).
V dubnu 2021 společnost oznámila plán na obnovu služeb a podporu cestovního ruchu po pandemii. Součástí plánu je opětovné uvedení části letadel do provozu a zabezpečení 80 % přepravní kapacity z doby před pandemií.

## Galerie

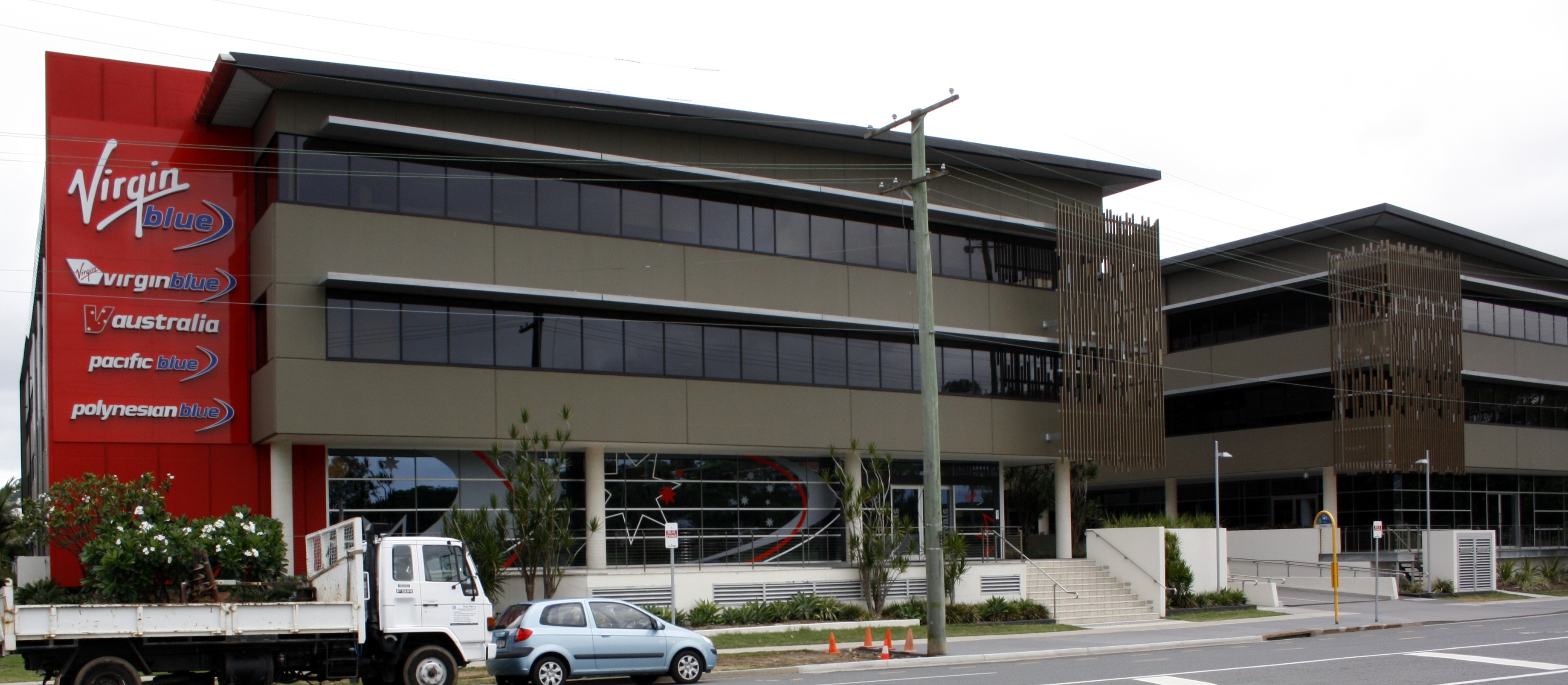
Sídlo společnosti Virgin Blue
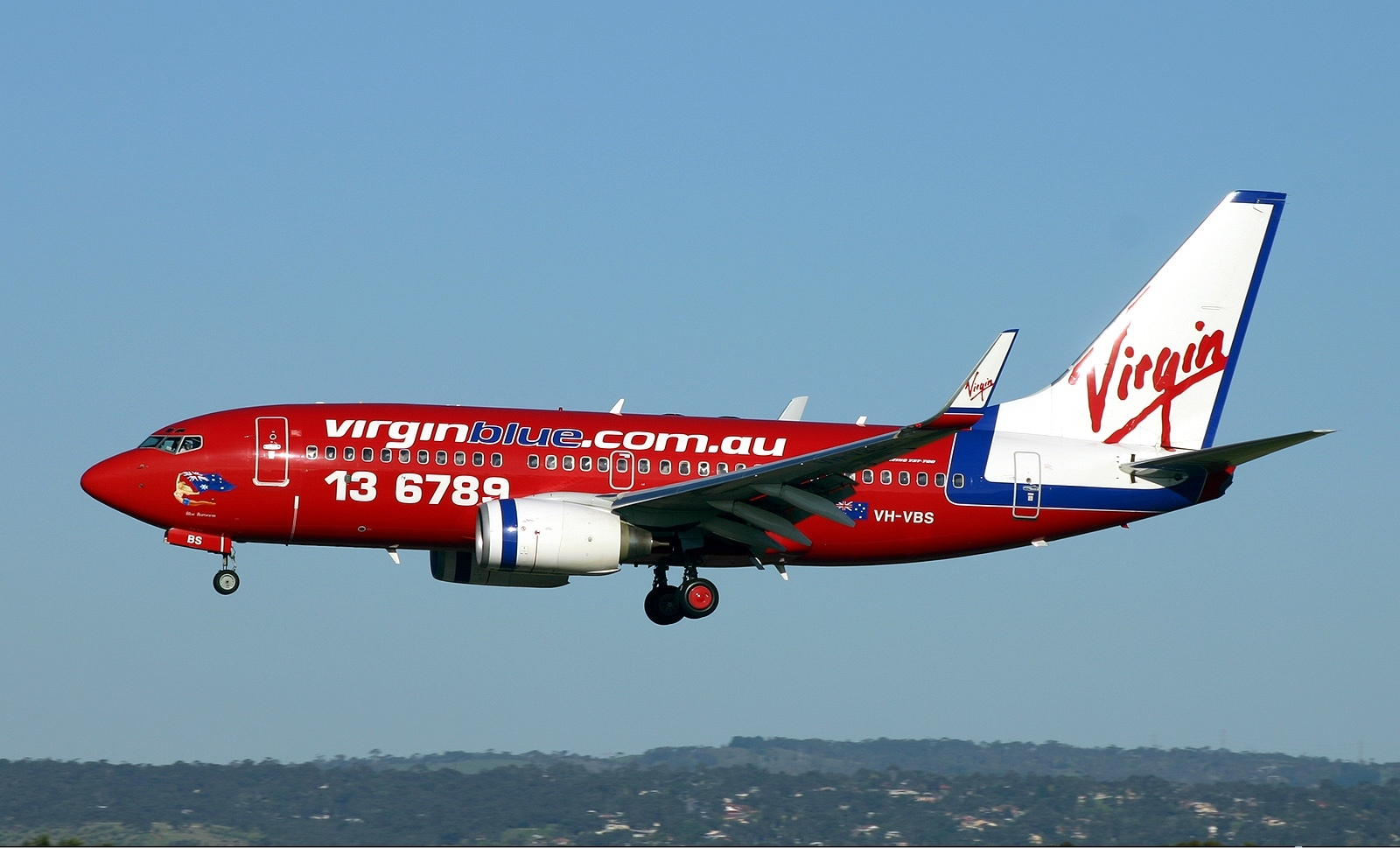
Boeing 737 společnosti Virgin Blue
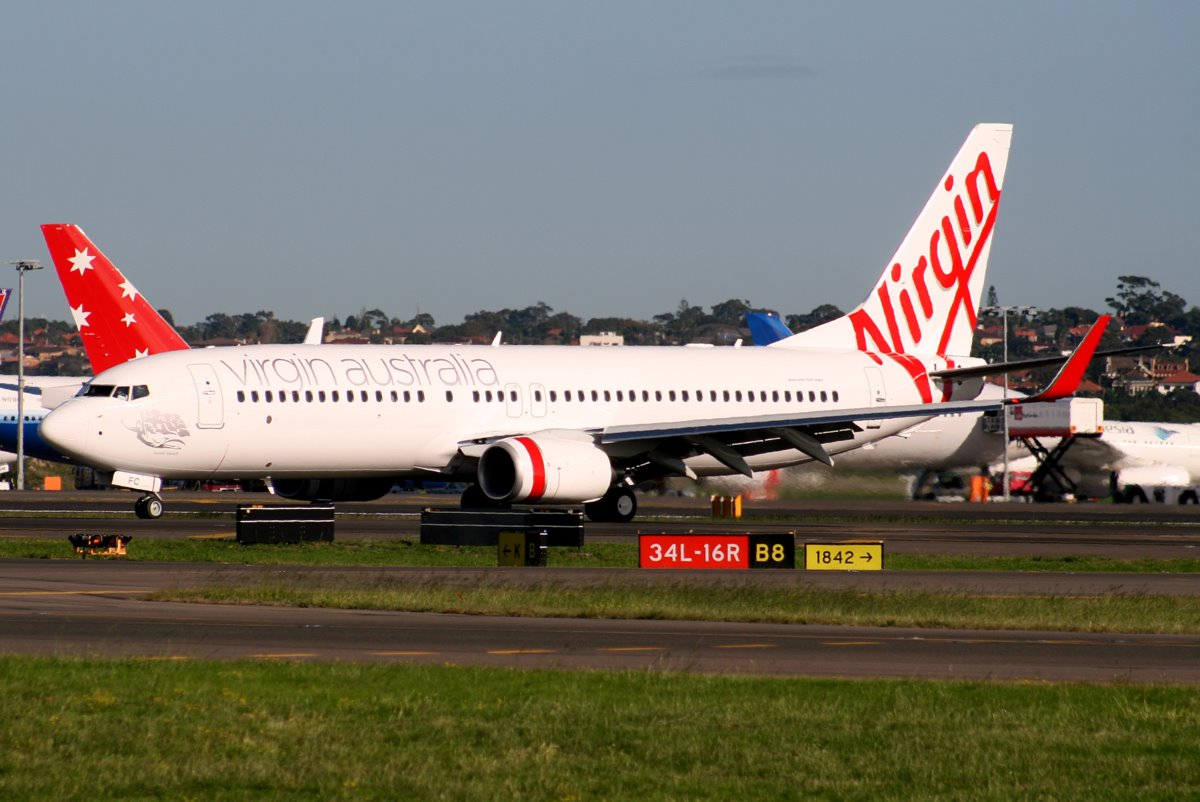
Boeing 737 společnosti Virgin Blue
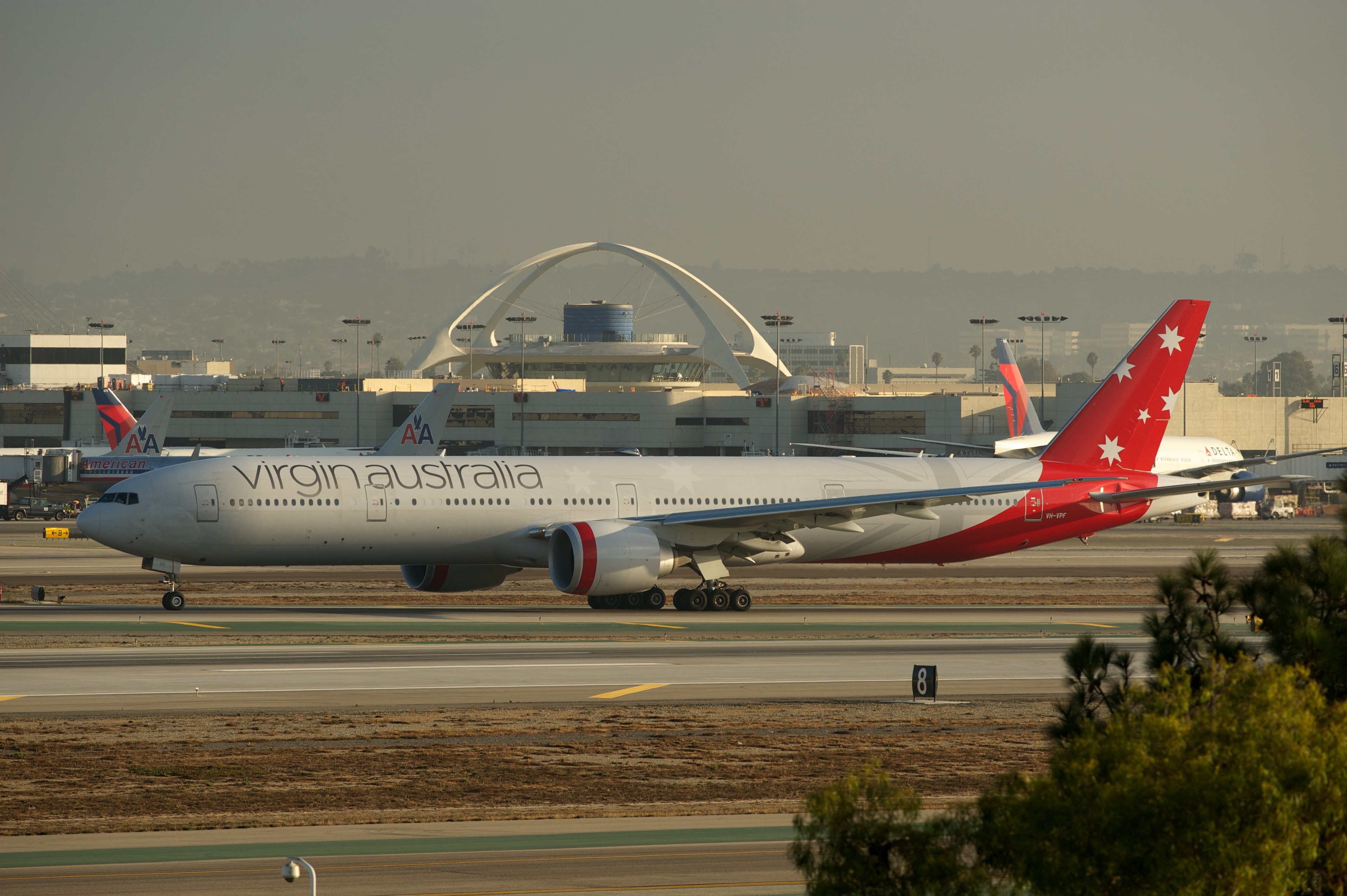
Boeing 777 ve speciálním nátěru